# Dominik Kaczkowski
Dominik Kaczkowski (ur. 1763 na Wołyniu, zm. 1805 w Grodnie) – polski śpiewak (tenor) i aktor teatralny.

## Życiorys
Kształcił się w Berdyczowie, następnie był członkiem chóru katedralnego w Łucku, gdzie pobierał także naukę gry na skrzypcach u miejscowego kapelmistrza. Około 1783 roku otrzymał posadę altowiolisty na dworze księcia Michała Lubomirskiego w Dubnie. W 1784 roku zetknął się tam z przebywającym ze swoją trupą na występach Wojciechem Bogusławskim, za radą którego porzucił służbę dworską i rozpoczął karierę teatralną. Debiutował w 1784 roku w Lublinie, następnie występował we Lwowie. W latach 1786–1789 należał do zespołu Teatru Narodowego w Warszawie. Występował też na koncertach publicznych i imprezach organizowanych przez dwór królewski, m.in. w Kantacie na dzień inauguracji statui króla Jana III Macieja Kamieńskiego w Łazienkach Królewskich w 1788 roku. Od 1789 do 1793 roku przebywał w Krakowie, gdzie należał do zespołu teatralnego Jacka Kluszewskiego, którym w 1792 roku kierował podczas gościnnych występów w Lublinie. W latach 1793–1794 ściągnięty przez Wojciecha Bogusławskiego do Warszawy ponownie występował na deskach Teatru Narodowego. Po upadku insurekcji kościuszkowskiej przedostał się przez Kraków do Lwowa. W latach 1795–1799 należał do lwowskiego zespołu Bogusławskiego. W 1799 roku wrócił z Bogusławskim do Warszawy, jednak zamiłowanie do hazardu i postępująca choroba umysłowa przyczyniły się do utraty przez artystę dotychczasowej pozycji. W 1802 roku opuścił Warszawę, następnie przez krótki czas występował w Mińsku i Grodnie. Zmarł w szpitalu dla obłąkanych.
Ceniony był przez Wojciecha Bogusławskiego, który opisywał go jako człowieka utalentowanego, o pięknej postawie, średniego wzrostu, dysponującego niezbyt wysokim, ale czystym i przyjemnym głosem tenorowym. Należał do najbardziej podziwianych śpiewaków scenicznych epoki stanisławowskiej, podczas występów w Warszawie zasłynął rolami w takich operach jak Dla miłości zmyślone szaleństwo Antonia Sacchiniego, Zazdrośnik na doświadczeniu Pasquale Anfossiego, Dwa się kłócą, trzeci zyskuje Giuseppe Sartiego, Piękna Arsena i Dezerter Pierre’a-Alexandre’a Monsigny’ego, Fraskatanka Giovanniego Paisiella, Axur, król Ormus Antonia Salieriego, Rzecz rzadka i Drzewo Diany Vicente’a Martína y Solera oraz Cud mniemany, czyli Krakowiacy i Górale Jana Stefaniego.
Ze związku ze śpiewaczką Magdaleną Jasińską doczekał się dwójki dzieci. Zarówno syn, Dominik Kaczkowski, jak i córka, Agnieszka Zdanowicz, zostali aktorami.